# John King
John King (Slough, 1960) è uno scrittore inglese.

## Biografia
Residente a Londra, è noto per alcuni libri ambientati nel mondo delle tifoserie calcistiche inglesi ed in quello delle sottoculture musicali. I suoi romanzi sono molto apprezzati dal pubblico perché lasciano trasparire il linguaggio della strada.
Il suo primo romanzo, Fedeli alla tribù (The Football Factory) ebbe un immediato successo, arrivando a vendere oltre 250 000 copie nel Regno Unito; da esso fu tratto il film The Football Factory (2004).
La sua opera più recente, Skinheads (2008), è incentrata su un gruppo di skinhead che per lavoro fanno i tassisti a Londra e sono uniti dalla passione per il Chelsea.

## Romanzi
- Fedeli alla tribù (The Football Factory, 1996)
- Cacciatori di teste (Headhunters, 1998)
- Fuori casa (England Away, 1999)
- Human Punk (id., 2000)
- Smaltimento rifiuti (White Trash, 2002)
- La prigione (The Prison House, 2004)
- Skinheads (id., 2008)